# Чагытай
Чагыта́й (Джагытай-Куль, тув. Чагытай хөл) — озеро в центральной части Тывы, самое глубокое и самое большое пресное озеро Тувинской котловины. Расположено приблизительно в 70 км к югу от Кызыла, у подножья северного склона хребта Восточный Танну-Ола на высоте 1005 м над уровнем моря. Координаты средней точки — 51°00’ сев. широты, 94°43’ вост. долготы. Входит в состав Чагытайского заказника. Площадь поверхности — 28,6 км². Площадь водосборного бассейна — 184 км².

## История
В 1965 году рыбоводы запустили в озеро карпа из Хакасии и леща из Новосибирской области (эти новосёлы прижились, но размножались медленно - и даже к 1979 году не имели промыслового значения), в 1966 году из Ленинградской области самолётом были доставлены личинки озерной пеляди - которые успешно освоились и через четыре годы начался их промышленный вылов. В результате, озеро стало центром рыбоводства. На рубеже 1978-1979 гг. было принято решение о заселении мальками из озера Чагытай других водоёмов Тувы - нескольких озёр и водохранилища Саяно-Шушенской ГЭС.
В 1994 году озеро посетил первый президент России Б. Н. Ельцин
17 июля 1995 года на базе озера Чагытай был образован Чагытайский биогидрологический заказник регионального значения площадью 5350 га. Территория заказника включает в себя озеро Чагытай с трехкилометровой береговой полосой, расширяющейся в пределах поймы реки Мажалык до пяти километров.

## Общая характеристика
Находится в центральной части Тандинского кожууна, в 15 км на восток от села Дурген и в 25 км на запад от села Балгазын. Дно песчано-галечниковое, берега преимущественно пологие, местами каменистые, местами песчаные, на юго-востоке берег болотистый и низменный. Длина береговой линии достигает почти 20 км. С юго-восточной стороны из озера вытекает единственная небольшая речка Мажалык, которая за Балгазыном впадает в приток Бурена — реку Соя. Таким образом река относится к бассейну Малого Енисея.

## Ихтиофауна
Ихтиофауна озера представлена четырьмя фаунистическими комплексами:
- Бореальный пресноводный предгорный комплекс: гольян обыкновенный, голси сибирский, подкаменщики.
- Арктический пресноводный комплекс — пелядь.
- Бореальный пресноводный равнинный комплекс — язь, щука, карп, пескарь, шиповка
- Понтический пресноводный комплекс — лещ.

В озере проходят миграционные пути молоди рыб к местам нагула и зимовки. Основные районы нерестилищ особо ценных, ценных и других промысловых видов рыб, места массового нагула их молоди, а также рыбе-зимовальные ямы отсутствуют
Язь, щука, пелядь, лещ, карп — виды рыб, не характерные для водной фауны Тувы и разводятся в озере человеком. Однако факт сточности озера привел к попаданию в бассейн Малого Енисея (как следствие всего Верхнего Енисея) пеляди и леща, ранее отсутствовавших в Верхнем Енисее по причине наличия в Саянского каньона, ныне затопленного Саяно-Шушенским водохранилищем. Лещ представляет серьёзную угрозу местным видам рыб (хариус, елец, таймень, сиг, ленок), так как питается их икринками и составляет значительную конкуренцию. На озере организован промысловый лов рыбы, уловы ежегодно составляют до 500—700 центнеров. Основу кормовой базы рыб составляет" главным образом, зообентос, доминирующими организмами, среди которых являются личинки хирономид, ручейников, подёнок, веснянок и других насекомых.

## Антропогенное влияние
К озеру можно добраться по дороге, поворот на которую с федеральной автотрассы М54 «Енисей» находится перед селом Балгазын. Ежегодно во время пылевых бурь на озере гибнут люди.
В соответствии с приказом Федерального агентства по рыболовству ст. 17.09.2009 г. № 818 «Об установлении категории водных объектов рыбохозяйственного значения и особенностей добычи вылова водных биологических ресурсов, обитающих в них и отнесенных к объектам рыболовства» рекомендовано отнести озеро Чагытай к водному объекту первой категории рыбохозяйственного значения.
Около северо-западного берега озера находится Чагытайское проявление суглинок подходящее для производства кирпича и представляющее собой пласт площадью 3,4—4 км², сложенный бурыми и темно-бурыми суглинками мощностью 1,5—19,5 м и щебенистыми супесями (верхний слой пласта мощностью 0,5—2,5 м). Предполагаемые ресурсы — 30 млн м³. Вскрышные породы: озёрно-аллювиальные галечники, пески и супеси (мощностью 0—10 м), распространены главным образом к юго-востоку и северо-западу от озера Чагытай.